# تپه معصومیه ۱
تپه معصومیه ۱ مربوط به دوره ایلخانی - دوره تیموریان است و در شهرستان اراک، بخش مرکزی، دهستان معصومیه، روستای معصومیه واقع شده و این اثر در تاریخ ۱۸ اسفند ۱۳۸۷ با شمارهٔ ثبت ۲۵۰۶۵ به‌عنوان یکی از آثار ملی ایران به ثبت رسیده است.